# 作意
作意，佛教術語，指集中注意力，使心識運作。是心所之一，《俱舍論》將它列入大地法，唯識學派將它列為遍行心所。

## 概論
作意是使心警覺，集中。將心導引到特定方向去。

## 分類
《品類足論》將作意分為三大類：學作意，無學作意與非學非無學作意。俱舍論分為，勝解作意、自相作意、共相作意三大類。瑜伽師地論分為「勝解作意」（adhimoksa-manaskāra別譯：假想觀），和「真實作意」。
勝解作意者，如不淨觀，持息念，四無量，八解脫（aṣṭau-vimokṣāḥ），八勝處（aṣṭāv-abhibhv-āyatanāni），十遍處（daśa-kṛtsnâyatanāni）等；真實作意者，如自相作意（svalakṣaṇa-manasikāra），共相作意（sāmānya-lakṣaṇa-manaskāra），真如作意（tathatā-manasikāra），是對一切法真實事理的作意。
密教觀法中，把若離實體，僅依智解作意觀想，則稱勝解作意，例如觀想淨土莊嚴，而以悉曇、尊像等實物為對象者，稱之為真實作意。